# Менюк, Георгий Николаевич
Гео́ргий Никола́евич Меню́к, в молдавской литературе известный как Джордже Меню́к (рум. George Meniuc; 20 мая 1918, Кишинёв — 8 февраля 1987, там же) — молдавский советский писатель.

## Биография
Георгий Менюк родился в 1918 году в семье рабочего.
В 1937—1940 годах учился на философском факультете Бухарестского университета.
Печататься начал в 1934 году. В 1939 году опубликовал сборник стихов «Внутренний космический мир». В поэме «Песня зари» (1948, русский перевод 1953) отражены социалистические преобразования в молдавском селе.
В 1953 году вступил в КПСС. В 1957—1959 годы работал главным редактором журнала «Нистру».
Умер в 1987 году.

## Семья
Жена — прозаик Лидия Моисеевна Мищенко.

## Творчество
Изменяет облик

    с каждым днём Молдова.

Солнце входит в окна

    молодого дома,

    мне ладони гладит

    и ведёт в долину,

    глянь, как расцветает

    край былой кручины!
Автор сборников стихов «Баллады и сонеты» (1955), «Избранные стихотворения» (1958), «Время Лера» (1969), «Цветы добра» (1979) и др.
Опубликовал несколько книг литературных эссе: «Образ в искусстве» (1940), «Разрыв-трава» (1959), «Эссе» (1967) и др. Вышли также сборники рассказов «Последний вагон» (1965), «Дельфин» (1969; Государственная премия Молдавской ССР, 1972), повесть «Диск» (1968). Перевёл на молдавский язык «Слово о полку Игореве», произведения Пушкина, Лермонтова, Достоевского и других писателей.

## Награды и звания
- Награждён орденом «Знак Почёта» (1960) и медалями.
- Лауреат Государственной премии МССР.

## Сочинения
- Скриерь, т. 1-2, Кишинэу, 1970; в рус. пер. — Миорица, Кишинев, 1962;
- Журавлиные тропинки, М., 1971.